# NGC 7205
NGC 7205 est une galaxie spirale située dans la constellation du Toucan. Sa vitesse par rapport au fond diffus cosmologique est de 1 533 ± 12 km/s, ce qui correspond à une distance de Hubble de 22,6 ± 1,6 Mpc (∼73,7 millions d'al). NGC 7205 a été découverte par l'astronome britannique John Herschel en 1834.
La classe de luminosité de NGC 7205 est II-III et elle présente une large raie HI. Elle renferme également des régions d'hydrogène ionisé. De plus, c'est une galaxie LINER, c'est-à-dire une galaxie dont le noyau présente un spectre d'émission caractérisé par de larges raies d'atomes faiblement ionisés. Selon la base de données Simbad, NGC 7205 est une galaxie active de type Seyfert 2. La luminosité de NGC 7205 dans l'infrarouge lointain (de 40 à 400 µm)  est égale à 9,12 × 109 {\displaystyle L_{\odot }} (109,96{\displaystyle L_{\odot }}) et sa luminosité totale dans l'infrarouge (de 8 à 1 000 µm) est de 1,17 × 1010 {\displaystyle L_{\odot }} (1010,07{\displaystyle L_{\odot }}).	
À ce jour, 23 mesures non basées sur le décalage vers le rouge (redshift) donnent une distance de 18,983 ± 2,037 Mpc (∼61,9 millions d'al), ce qui est à l'intérieur des valeurs de la distance de Hubble.   
Selon Soares et ses collègues, NGC 7205 et ESO 146-7 forment une paire de galaxies. Cependant, la distance de Hubble de la galaxie ESO 146-7 située à proximité sur la sphère céleste est de 104,45 ± 7,37 Mpc (∼341 millions d'al). Ces deux galaxies constituent donc un couple purement optique.

## Morphologie

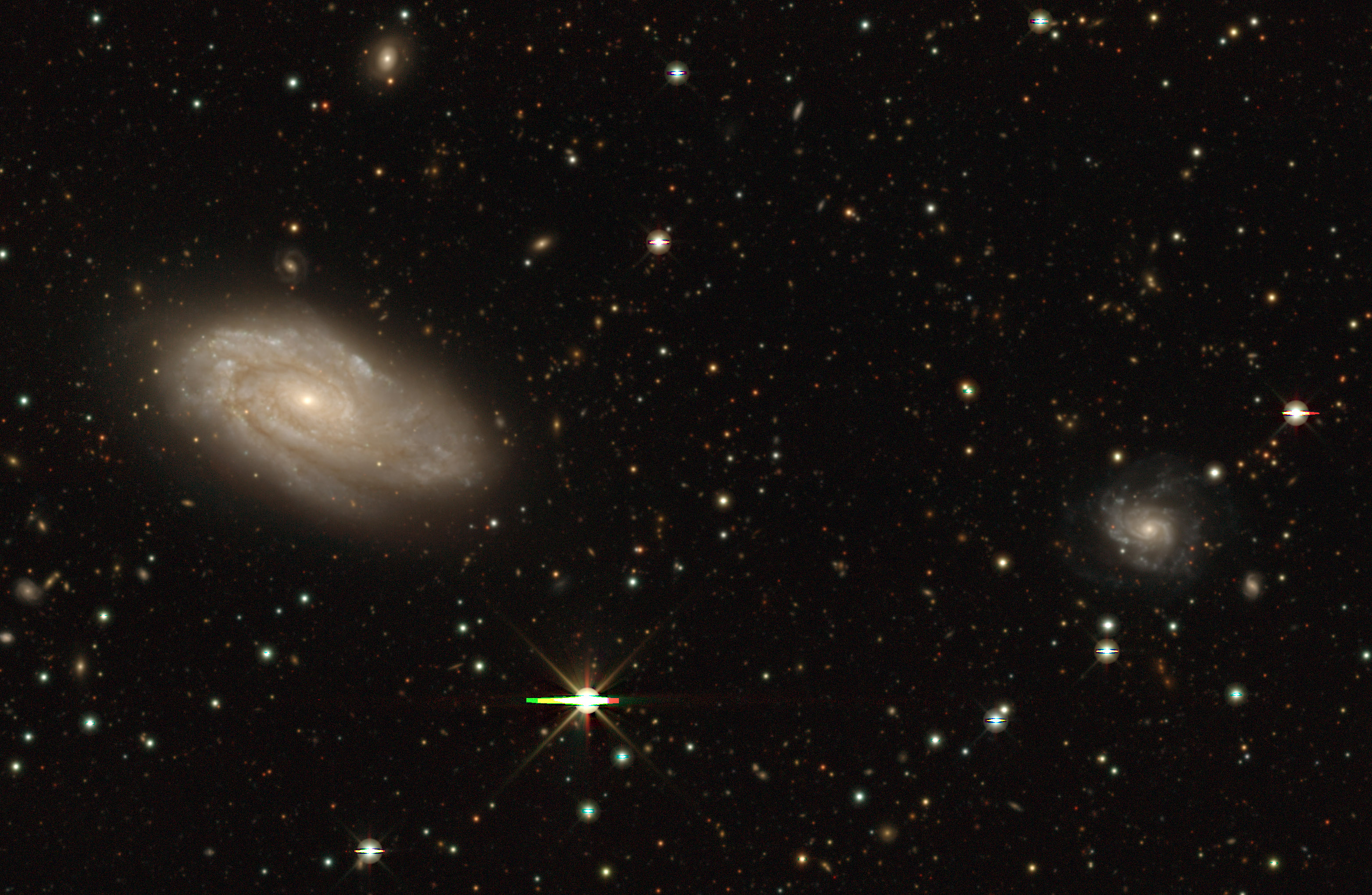
NGC 7205 et ESO 146-7 par le projet « Legacy Surveys DR10 ».

NGC 7205 a été utilisée par Gérard de Vaucouleurs comme une galaxie de type morphologique SA(s)bc dans son atlas des galaxies,.
Eskridge, Frogel et Pogge ont publié un article en 2002 décrivant la morphologie de 205 galaxies spirales ou lenticulaires rapprochées. Les observations ont été réalisées dans la bande H de l'infrarouge et dans la bande B (le bleu). Selon Eskridge et ses collègues, NGC 7205 est une galaxie spirale de type Sb dans la bande B et de type SABb dans la bande H. Il existe des indices de la présence d'une barre de faible luminosité. La galaxie montre un motif de grand style qui fait au moins un enroulement complet. Le bras qui émerge du côté sud-ouest du bulbe est plus clairement défini. Les deux bras montrent des signes de bifurcation après environ 180 degrés.